# Ennakhil
Ennakhil est un des 5 arrondissements de Marrakech, ville située au sein de la préfecture de Marrakech, dans la région Marrakech-Safi. 
Cet arrondissement a connu, de 1994 à 2004 (années des derniers recensements), une hausse de population, passant de 38 355 à 54 111 habitants.
Depuis les élections communales de 2021, le Président de cet arrondissement est Moulay El Hassan El Mounadi  (مولاي الحسن المنادي)[réf. souhaitée].